# Lubo D’Orio
Lubo D’Orio (eigentlich Lubomir Wapordjeff, * 17. Februar 1904 in Sofia; † 11. Juli 1983 in Berlin) war ein bulgarischer Musiker (Altsaxophon, Klarinette) und Orchesterleiter, der von den 1930er Jahren bis Mitte der 1970er Jahre in der Swing- und Tanzmusik aktiv war.

## Leben und Wirken
D’Orio lebte ab 1931 in Berlin, wo er in den Orchestern von Bernard Etté, Juan Llossas, Georges Boulanger, Gustav Gottschalk, Fritz Weber, Günther Herzog und Pat Bonen spielte. 1934/35 und 1936/37 arbeitete er bei Eugen Wolff (Aufnahmen für Odeon) und um 1939 im Orchester von Max Rumpf (bis zu dessen Quasi-Auflösung durch das NS-Regime). Ab 1940 leitete er ein eigenes Orchester, zu dem unter anderem Helmut Zacharias gehörte; es trat auch im Berliner Café Uhlandeck auf.
Nach Kriegsende stellte D’Orio wieder eine eigene Band zusammen und trat u. a. in amerikanischen Soldaten- und Offizierclubs auf. Mit seinem eigenen Orchester, dem u. a. Bob Henders, Macky Kasper angehörten, nahm er ab 1947 für Electrola Coverversionen populärer Swing- und Jazzstandards auf wie In the Mood, Moonlight Serenade, Limehouse Blues, Caledonia, Temptation oder Over the Rainbow sowie Tagesschlager wie Amor, Amor, Amor oder Maria aus Bahia. Im Bereich des Jazz war er zwischen 1936 und 1956 an 56 Aufnahmesessions beteiligt.
Mitte der 1950er Jahre verlagerte D’Orio sich auf Bigband-Adaptionen bekannter amerikanischer Rock-’n’-Roll-Titel, wie Mister Patton aus Manhattan (Amiga 150592), eine Coverversion des Rhythm-and-Blues-Klassikers See You Later, Alligator und Teen-Ager (Amiga 50578), eine Adaption von The Dan Terry Thing des Bandleaders Dan Terry. Auf der 1956 erschienenen EP Außer Rand und Band (Opera 4140) legte er ein Medley mit Bigband-Arrangements populärer Bill-Haley-Titel wie Rock Around the Clock, A.B.C. Boogie oder Mambo Rock vor. 1956 trat er mit seiner Bigband auf der 3. Schlagermesse im Potsdamer Ernst-Thälmann-Stadion auf. Er blieb noch bis 1975 als Musiker und Bandleader aktiv.

## Diskografische Hinweise
- Killer Diller – Historischer Big Band Jazz aus Deutschland 1947–1948 (Fenn Music, ed. 2005)
- Jazz auf Amiga 1947–1962 (4) (1982), u. a. mit Ernie Eglund, Lubo D'Orio, Willy Berking